# Le Tripot clandestin
Le Tripot clandestin er en fransk stumfilm fra 1905 af Georges Méliès.